# 1-Heptanol
1-Heptanol é o álcool primário linear saturado com sete carbonos. Sua fórmula química é CH3(CH2)6OH.